# Wysoka Magura
Wysoka Magura (1111 m) (słow. Vysoká Magura, 1115 m) – szczyt w Grupie Oszusa w Beskid Żywiecko-Kisuckim na Słowacji. Nie znajduje się w głównym grzbiecie, lecz stanowi krótkie, południowo-wschodnie odgałęzienie Równego Beskidu, już na terenie Słowacji.
Jest to drugi co do wysokości szczyt Grupy Oszusa. Jego zachodnie i południowe stoki opadają do doliny Jurikovego potoku, wschodnie do doliny potoku o nazwie Magurský potok (dopływ Jurikovego potoku). Jest całkowicie porośnięty lasem i znajduje się w obrębie słowackiej miejscowości Orawska Leśna.
Magura to słowo pochodzące z języka rumuńskiego i oznacza pagórek, wzgórze, kopiec. Jest rozpowszechnione w nazewnictwie w całych Karpatach, zarówno rumuńskich, jak i słowackich i polskich. Jest jednym z najczęściej występujących toponimów. W słowackich i polskich Karpatach rozprzestrzenione zostało przez Wołochów.